# December
December az év tizenkettedik, 31 napos hónapja a Gergely-naptárban. Neve a latin decem („tíz”) szóból származik, utalva arra, hogy eredetileg ez volt a tizedik hónap a római naptárban, mielőtt a január és február hónapokat hozzáadták az évhez. A 18. századi nyelvújítók szerint a december: „fagyláros”. A magyar népi kalendárium „karácsony havá”-nak nevezi.

## Események

### Ünnepek és emléknapok
- december 1.:
  - AIDS-ellenes világnap – WHO

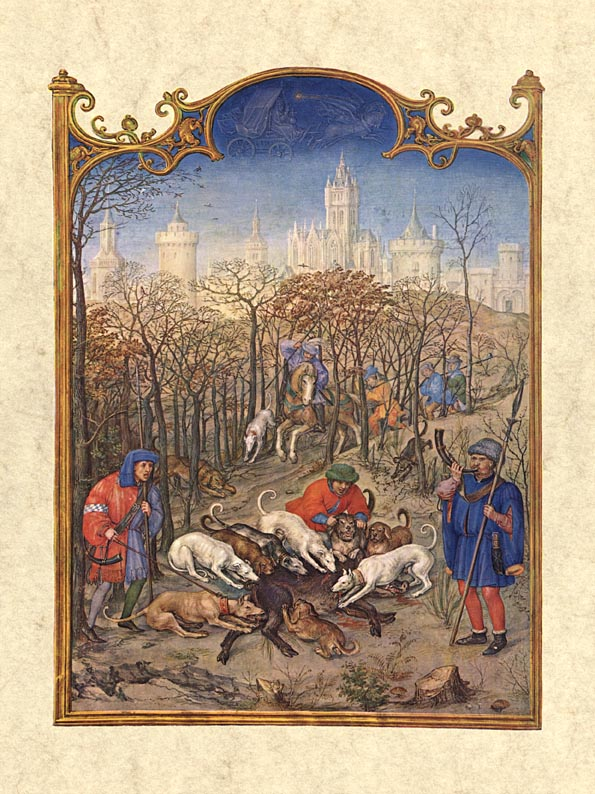
December a Grimani Breviáriumban

  - A békéért bebörtönzöttek nemzetközi napja
  - A magyar rádiózás napja
  - Románia nemzeti ünnepe A Nagy Egyesülés Erdéllyel (1918) évfordulója – az erdélyi magyarság gyásznapja
  - Közép-afrikai Köztársaság: nemzeti ünnep
  - Csád: a szabadság és a demokrácia ünnepe
  - Makaó: nemzeti emléknap
  - Angola: az úttörők napja
  - Bissau-Guinea: emléknap (Mocidade napja)
  - Portugália: A függetlenség helyreállításának napja (Restauração da Independência) – 1640. december elsején lázadt fel Portugália (sikeresen) a spanyol-portugál perszonálunióból kiválásért
- december 2.:
  - A rabszolgaság felszámolásának világnapja
  - Egyesült Arab Emírségek: nemzeti ünnep
  - Laosz: a köztársaság napja
  - Mianmar: a felsőoktatás napja
  - Peru: Ayacucho csatájának emléknapja
  - Új-Zéland emléknap
- december 3.:
  - A fogyatékos emberek világnapja
  - a baszk nyelv nemzetközi napja
  - Francia Polinézia: Tahiti ünnepnapok
  - Marshall-szigetek: a hálaadás (Kamolol) napja
  - USA: Illinois csatlakozásának napja
- december 4.:
  - Tonga: I. Tupou György tongai király napja
  - Nemzetközi bányásznap
- december 5.:
  - A gazdasági és szociális fejlődés önkénteseinek világnapja
  - Ausztrália: az önkéntesek napja
  - Dominikai Köztársaság: a felfedezés napja
  - Haiti: a felfedezés napja
- december 6.:
  - Mikulás napja: Szent Miklós püspök emlékére
  - Ecuador: Quito alapításának napja
  - Finnország: nemzeti ünnepe, a függetlenség kikiáltásának napja
  - Spanyolország: az alkotmány napja
- december 7.:
  - A nemzetközi polgári repülés napja
  - Elefántcsontpart: Félix Houphouët Boigny emléknapja, halála évfordulóján.
  - Olaszország, Milánó: Szent Ambrus napja
  - Örményország: a mártírok emléknapja az 1988-as földrengés áldozatainak emléknapja.
  - Türkmenisztán: a jó szomszédság napja
  - USA: Delaware állam napja
- december 8.:
  - Szűz Mária szeplőtelen fogantatása
  - Buddha megvilágosodásának napja Japánban.
  - Panama az anyák napja
  - Üzbegisztán: az alkotmány napja
- december 9.
  - Korrupcióellenes világnap
  - Tanzánia: a függetlenség napja, Tanganyika függetlensége az Egyesült Királyságtól, 1961
- december 10.:
  - Emberi jogok napja
  - Nobel-díjak átadása – ezen a napon hunyt el Alfred Nobel
  - Angola nemzeti ünnepe
  - Thaiföld: az alkotmány napja
- december 11.:
  - Nemzetközi hegy nap
  - Burkina Faso nemzeti ünnepe
  - az UNICEF születésnapja
- december 12.:
  - Kenya: a függetlenség napja, 1963.
  - Oroszország: az alkotmány napja, 1993.
- december 13.:
  - Luca napja
  - Málta: a köztársaság napja (a köztársaság 1974-es kikiáltásának évfordulóján).
  - Svédország: Luca napja
- december 14.:
  - A hűség napja Magyarországon
  - USA: Alabama csatlakozásának napja
- december 15.:
  - Nepál: az alkotmány napja
- december 16.:
  - A magyar kórusok napja
  - Románia: Az 1989-es forradalom kezdete
  - Banglades: győzelem napja, a pakisztáni csapatok feletti győzelem ünnepe
  - Kazahsztán: Függetlenség napja
  - Bahrein nemzeti ünnepe
- december 17.:
  - Bhután nemzeti ünnepe
- december 18.:
  - Kisebbségek napja Magyarországon
  - Emigránsok nemzetközi napja
  - Niger: a köztársaság napja
  - USA: New Jersey csatlakozásának napja
- december 19.:
  - Anguilla: a kiválás napja
- december 20.:
  - Panama: a gyász napja
  - USA: Louisiana csatlakozásának napja
- december 21.:
  - Nepál: a függetlenség napja
  - USA: az ősök napja
- december 22.:
  - Vietnám: a hadsereg napja
  - Indonézia: anyák napja
- december 23.:
  - Oaxaca, Mexikó: a retkek ünnepe
  - Peru: Virgen de la Puerta
  - Svédország: a királynő születésnapja
- december 24.:
  - Szenteste Jézus születésének emléknapja
  - Líbia: függetlenség napja (1951)
- december 25.:
  - Karácsony napja
  - Tajvan: az alkotmány napja
  - Mozambik: a család napja
  - Pakisztán nemzeti ünnepe (Muhammad Ali Dzsinnah, az ország alapítója születésének évfordulóján)
  - Tibet: Tsongkapa halálának napja
- december 26.:
  - Szent István vértanú ünnepe
  - Karácsony másnapja
  - Ausztrália nemzeti ünnepe
  - Szlovénia: a függetlenség napja
  - Namíbia: a család napja
- december 27.:
  - Észak-Korea: az alkotmány napja
  - Vanuatu: a család napja
- december 28.:
  - Az aprószentek napja
- december 29.:
  - Szent Tamás (Thomas Becket) ünnepe
  - Nepál: a király születésnapja
  - A magyar kártya napja
- december 30.:
  - Madagaszkár: a köztársaság napja
- december 31.:
  - Szilveszter napja
  - Azerbajdzsán: a szolidaritás napja
  - Kongó: a köztársaság napja

- december 25-e előtti negyedik vasárnap: advent első vasárnapja.
- december 25-e előtti harmadik vasárnap: advent második vasárnapja.
- december 25-e előtti második vasárnap: advent harmadik vasárnapja.
- december 25-e előtti első vasárnap: advent negyedik vasárnapja.
- Karácsony utáni első vasárnap: Szent család vasárnapja
- Téli (a déli félgömbön nyári) napforduló
- december első pénteke: Ghánaban a földművelők napja.

## Érdekességek
- A horoszkóp csillagjegyei közül az alábbiak esnek decemberre:
  - Nyilas (november 22. – december 21.) és
  - Bak (december 22. – január 19.).
- December folyamán a Nap az állatöv csillagképei közül a Kígyótartó csillagképből a Nyilas csillagképbe lép.
- December minden évben a hét ugyanazon napjával kezdődik, mint az adott év szeptembere.